# Ніченко Ігор Григорович
Ніченко І́гор Григорович (* 18 квітня 1971, м. Херсон) — український футболіст і тренер. Майстер спорту України — з 1992 року.

## Кар'єра футболіста
Народився 18 квітня 1971 року. Вчився в Херсонській ДЮСШ № 1 під керівництвом тренера Василя Кравченка. У великому футболі дебютував в 90-ті рр ХХ ст. у складі хмельницького «Поділля». Після вдалого сезону запрошений у київське «Динамо». Там зіграв один матч у кубку Федерації, вийшовши на заміну замість Павла Яковенка. Потім грав в харківському «Металісті», херсонському «Кристалі». За херсонців в сезоні 1992 року (І ліга) провів 15 ігор, забив 9 м'ячів. З 1993 року виступав за криворізький «Кривбас». Є рекордсменом клубу за кількістю забитих м'ячів в чемпіонатах України (24 м'ячі) та за кількістю забитих м'ячів в одному чемпіонаті України (12 м'ячів, 1992–1993). У вищій лізі українського футболу провів 87 матчів і забив 24 м'ячі (всі голи — за «Кривбас»).
З 1995 року виступав у Угорщині, де грав за «Ференцварош», «Дунаферр», «Штадлер», ФТЦ і «ЛТО»-Д'єр. Двічі ставав чемпіоном Угорщини (у складі «Ференцвароша» у сезоні 1996–1997 та «Дунаферра» у сезоні 2000–2001), ще двічі завойовував срібні і один раз — бронзові нагороди. Був найкращим бомбардиром першості Угорщини (сезон 1996–1997), забивши 18 м'ячів. Всього ж провів в Угорщині понад 250 ігор, в яких забив 98 м'ячів.
На початку 2005 року повернувся в Україну.

## Статистика у вищій лізі
| Клуб                 | Сезон              | Чемпіонат | Чемпіонат | Кубок | Кубок |
| Клуб                 | Сезон              | Матчі     | Голи      | Матчі | Голи  |
| -------------------- | ------------------ | --------- | --------- | ----- | ----- |
| Металіст (Харків)    | 1992               | 8         | 0         | 1     | 0     |
| Металіст (Харків)    | Загалом            | 8         | 0         | 1     | 0     |
| Кривбас (Кривий Ріг) | 1992/93            | 29        | 12        | 0     | 0     |
| Кривбас (Кривий Ріг) | 1993/94            | 30        | 6         | 0     | 0     |
| Кривбас (Кривий Ріг) | 1994/95            | 20        | 6         | 4     | 3     |
| Кривбас (Кривий Ріг) | Загалом            | 79        | 24        | 4     | 3     |
| Загалом за кар'єру   | Загалом за кар'єру | 87        | 24        | 5     | 3     |

## Кар'єра тренера
У 2006 півроку працював разом із Юрієм Мартиновим тренером херсонського «Кристалу», що виступав у другій лізі чемпіонату України. Із 2007 року — тренер херсонської «Сігми», з 2008 — головний тренер команди, що стала чемпіоном Херсонської області. В 2011 році поїхав працювати в академію свого колишнього клубу «Дьйор ЕТО». Потім працював у дублі, а в останньому сезоні був тренером основної команди.

## Досягнення
- Чемпіон Угорщини — 1995/1996, 1999/2000
- Срібний призер чемпіонатів Угорщини (2): 1997/1998, 2000/2001
- Бронзовий призер чемпіонату Угорщини — 1996/1997
- Найкращий футболіст чемпіонатів Угорщини (2): 1996, 1997
- Найкращий бомбардир чемпіонату Угорщини 1995/1996 — 18 голів
- Найкращий бомбардир «Кривбаса» в чемпіонатах України — 24 голи
- Член Клубу бомбардирів Олега Блохіна — 140 голів